# Generációs marketing

Generációk

A generációs marketing a William Strauss és Neil Howe 1991-ben megjelent Generációk című könyvében ismertetett – és a szociológusszakma részéről vitatott – generációelméletük alapján osztotta fel az USA vásárlóközönségét különböző korcsoportokra, nemzedékekre, úgynevezett generációkra, és ebből vont le következtetéseket e korcsoportokra jellemző, illetve tőlük várható tipikus vásárlási magatartásra. A generációs marketing alapjait eredetileg a pszichológusok vizsgálatai alakították ki.
A generációs marketing hat generációra tagolja az 1920 után született nemzedékeket.

## Az egyes generációk
Az egyes generációk meghatározása nem pontos, ugyanis a vélemények megoszlanak arról, mettől meddig tart egy bizonyos szakasz, továbbá egyes vélemények szerint átfedések is kialakulhatnak, ugyanis a változások többnyire a technika fejlődésével hozhatók összefüggésbe, ami területenként és közegenként eltérő lehet. Azonban általánosan az a vélemény terjedt el, hogy a generációk 15-20 évenként követik egymást. Ebből kiindulva az 1920 és 1939 között születettek az ún. veteránok, a baby boom-korszak az 1940 és 1959 között született embereké, míg az X generációhoz az 1960 és 1983 között születettek tartoznak. Az Y generációba az 1984 és 1994 között, a Z generációba pedig az 1995 és 2012 között születetteket sorolják. A 2013 és a 2020-as évek dereka között születetteket alfa generációnak (Generation Alpha) szokták nevezni.

### Az X generáció
Az X generáció egy új típusú nemzedék, melynek kialakulásában a technológia száguldó fejlődése játszott rendkívül fontos szerepet. Ha az 1900-as évek utáni időszakot felosztjuk, akkor ez a generáció a harmadik a sorban. Az X generáció tagjainak jellemzően 1960 és 1979 között születetteket tartják, így életkoruk alapján körülbelül a kései Y generáció, valamint a Z generáció tagjainak szülei.
A munkaerőpiacon pályakezdőként könnyebb volt a helyzete az X generáció tagjainak, inkább felnőtt korukban szembesültek az elutasítással, ellentétben az Y és a Z generációval, akiknek ezzel kapcsolatban rosszak a visszajelzéseik; általában visszajelzést sem kapnak.
Marc Prensky az X generáció tagjaira használja a „digitális bevándorló” jelzőt. Ez arra utal, hogy míg a Z generáció tagjai („digitális bennszülöttek”) a 21. század digitális világában nőnek fel, az X generáció tagjai életük során találkoztak vele; lenyűgözte őket, elfogadták és elkezdték használni a digitális világ új vívmányait. A digitális bevándorló így alkalmazkodik a környezetéhez, de félig még a múltban él.

### Az Y generáció
Az Y generáció egy új típusú nemzedék, melynek kialakulásában a technika száguldó fejlődése játszott jelentős szerepet. Ha az 1900-as évek utáni időszakot felosztjuk, akkor ez a generáció a negyedik a sorban; jellemzően az 1980 és 2000 között születetteket soroljuk ide.

#### Kialakulása és jellemzői
Ennek a nemzedéknek a születését (a legkorábbi, ill. legkésőbbi időpontot nézve) az 1970-es évek vége és a 2000-es évek eleje közé teszik. „Ezredfordulós” (millenniumi, millenniál) generációnak is nevezik őket. Jellemzőik, hogy mivel a számítógépekkel együtt nőttek fel, szinte mind „a technológia őrültjei”. A modern technikák és a számítógép nélkül el sem tudják az életüket képzelni. Ezzel együtt azonban igen gyakorlatiasak, és már kisiskolás korukban tudnak számítógépezni és mobiltelefont használni.
Nevelésükre nagyban hatott, hogy szüleik a házon belül biztosították a szellemi és testi fejlődéshez szükséges körülményeket. Megkapták a legmodernebb játékokat, kisgyermekként megismerkedtek a tudomány és a technika legújabb vívmányaival, magabiztosan kezelik azokat, sőt mindennapi szükségletnek érzik. Szüleik önállóságra és szabad véleménynyilvánításra nevelték őket, ezért munkahelyeiken nagy önbizalommal és szabadon élik az életüket, mondják el a véleményüket, oldják meg a feladatokat.
Társadalmi beilleszkedésük elemzése alapján alakították ki a „Pán Péter-szindróma” fogalmat, mely arra utal, hogy egy részük aktív munkavállalóként késleltetetten jelenik meg a munkapiacon. 25-30 éves felnőttek még a szülői otthonban élnek, igénybe veszik a szülői ház komfortját (főznek, mosnak rájuk, nincs rezsiterhük, zsebpénzt kapnak, stb.), maguk eközben nem önálló felnőtt egzisztenciájuk megteremtésén dolgoznak. A jelenség gyakran további tanulás, egy újabb diploma megszerzésének társadalmilag is preferált (lifelong learning) formájában nyilvánul meg. Kérdés, hogy a Pán Péter-szindróma mennyiben a munkaerőpiaci helyzet következménye – amely nem képes felvenni a fiatal diplomásokat –, és mennyiben egy életmód elterjedésére vezethető vissza. Az európai oktatási statisztikák azt mutatták, hogy a felsőoktatási képzési helyek száma sokszorosan növekedett az új álláshelyek számához képest.
Az Y generáció már egy fogyasztói társadalomba született bele, szüleik vagy baby boomerek, vagy az idősebb X generáció tagjai, akik nehezen, kemény munka árán küzdötték fel magukat oda, ahol tartanak. A fiatalok azt látják, hogy mindezért nagy árat fizettek a szüleik, tönkrementek egészségileg, kiszolgáltatottá váltak a munkaerőpiacon. – Ők már nem hajlandóak erre, nem akarnak „robotolni”; magától értetődik számukra, hogy karriert érnek el, jól keresnek. Felszínes életet élnek, a lojalitást, engedelmességet nem ismerik – ecsetelte Joó Zsuzsanna.[forrás?] Hiába könnyíti meg azonban a technika az életüket, az Y nemzedék olyan világban vált felnőtté, ahol örökké sietnie, önmagát megvalósítania kell, karriert kell építenie. Pontosan e miatt a tulajdonságuk miatt vannak fokozottan kitéve a mobbingnak, a munkahelyi pszichoterrornak. Egy érdekvezérelt világban élnek, ahol ha nem igyekeznek, elvesztik értéküket, és partvonalra kerülnek.

#### Az Y generáció mint fogyasztó
Az Y generáció a fogyasztói társadalom alakítója és húzórétege, akik tökéletesen eligazodva a legújabb trendek között, a legpergőbb ritmusban élik az életüket.
Egy a 2008-ban az Economist Intelligence Unit által készített tanulmány szerint, melyet a Genesys támogatott, a nemzedék kereskedelmi megszólítására a legalkalmasabb eszközök kedvenc programjaik szponzorálása, a vírusmarketing, a peer-to-peer ajánlások. Figyelmük középpontjába kedvenc tevékenységeik reklámjait helyezik, így a kirakatokon át, személyes találkozások során, video- és chatüzeneteken keresztül könnyedén érhetők el.
A fogyasztás tekintetében a „Pán Péter-szindróma” és a „mamahotel” fogalma leegyszerűsítve arra utal, hogy a generáció tagjai fogyasztás tekintetében felnőttként viselkednek (mindenre igényt tartanak), a termelés és felhalmozás tekintetében viszont gyerekként, azaz eltartottként vehetők számba. Ennek ugyanakkor összetettebbek az okai, amelyek túlmutatnak a piaci szempontokon.

### A Z generáció
A Z generáció tagjai jellemzően 1997 és 2010 között születtek. Tagjai tipikusan különböznek az előző generációk, főleg a közvetlenül megelőző Y generáció tagjaitól; egy új típusú nemzedék, amelynek kialakulásában a technika száguldó fejlődése játszott rendkívül fontos szerepet. Az 1990-es évek végén születettek és az annál fiatalabbak beleszülettek a digitális technológiák világába, amelyben már elképzelhetetlen élni a Web 2.0, mobiltelefonok, más digitális és kommunikációs eszközök használata nélkül. A Z generációra használt másik fogalom a Marc Prensky által alkotott „digitális bennszülöttek” kifejezés.
A Z generáció tagjainak, akik a 20. századihoz képest egy új világban nőttek fel, teljesen megváltoztak a tanulási szokásai. Ez problémákat vet fel az oktatási rendszerben is, elsősorban a tanítási módszerek területén. A tanároknak nehéz átadniuk a tudásukat a fiataloknak, akik hozzá vannak szokva a gyors információáramláshoz és annak befogadásához. Képesek egyszerre több mindennel párhuzamosan is foglalkozni (multitasking), csak nem annyira behatóan marad meg a felvett információ, mint az előző generációknál.
A kommunikációs eszközök fejlődésével és gyorsaságával egyre több információhoz jutnak, és ezeket máshogy dolgozzák fel, ami miatt másképp is gondolkodnak, mint az X vagy az Y generáció tagjai. 
A Z generációban a leginkább jellemző, hogy lázadnak minden és mindenki ellen; néha felettébb sajátos és elgondolkodtató módon látnak pár dolgot. (Ők állnak a legközelebb  ahhoz, hogy egy egyenlőbb és igazságosabb társadalmat hozzanak létre.)